# Leitwerk
Der Begriff Leitwerk bezeichnet eine Reihe von technischen Hilfsmitteln, mit denen flüssige oder gasförmige Medien beeinflusst werden können.

## Flugzeuge

Unterschiedliche Leitwerkskonfigurationen: (A) Anbringung am Rumpf: konventionelles, Normal- oder Standardleitwerk, (B) T-Leitwerk, (C) Kreuzleitwerk, (D) Doppelleitwerk, (E) Dreifachleitwerk, (F) V-Leitwerk

Mit dem Begriff Leitwerk bezeichnet man die bei Flugzeugen zur Steuerung erforderlichen Bauteile, wie bspw. das Höhenleitwerk, das Seitenleitwerk oder die Querruder. Allgemein bestehen Höhen- und Seitenleitwerke aus einer fest montierten Flosse, an der die beweglichen Ruder mit Scharnieren angebracht sind. Werden Höhen- oder Seitenleitwerke mit der gesamten Fläche – ohne Flosse – zur Steuerung verwendet, so werden diese Ausführungen als Pendelruder bezeichnet.
Ein Leitwerk mit einem unterhalb des Seitenruders liegenden Höhenruder ist die gebräuchlichste Anordnung und wird daher als Normal- oder Standardleitwerk bezeichnet. Befindet sich das Höhenruder oberhalb des Seitenruders, spricht man vom T-Leitwerk, befindet es sich vor den Tragflächen, so nennt man es Canard. Ein Kreuzleitwerk zeichnet sich durch ein Höhenruder aus, welches in etwa mittiger Höhe des Seitenleitwerks angebracht ist. Die gebräuchlichste Form des Doppelleitwerks ist das doppelte Seitenleitwerk, auch das dreifache Seitenleitwerk findet Anwendung.
Übernehmen zwei geneigte Steuerflächen die Funktion von Höhen- und Seitenleitwerk, handelt es sich um ein Schmetterlings-Leitwerk oder V-Leitwerk, zum Beispiel bei:
- Fouga Magister (Schulflugzeug)
- Beechcraft Bonanza V 35 (Leichtflugzeug)
- Glasflügel H-101 Salto (Segelflugzeug)

Werden die Steuerflächen eines V-Leitwerkes umgedreht spricht man von einem Dachleitwerk. Die Anordnung von Höhen- und Seitenleitwerk am Rumpf ist aufgrund aerodynamischer oder einsatzbedingter Erfordernisse unterschiedlich.

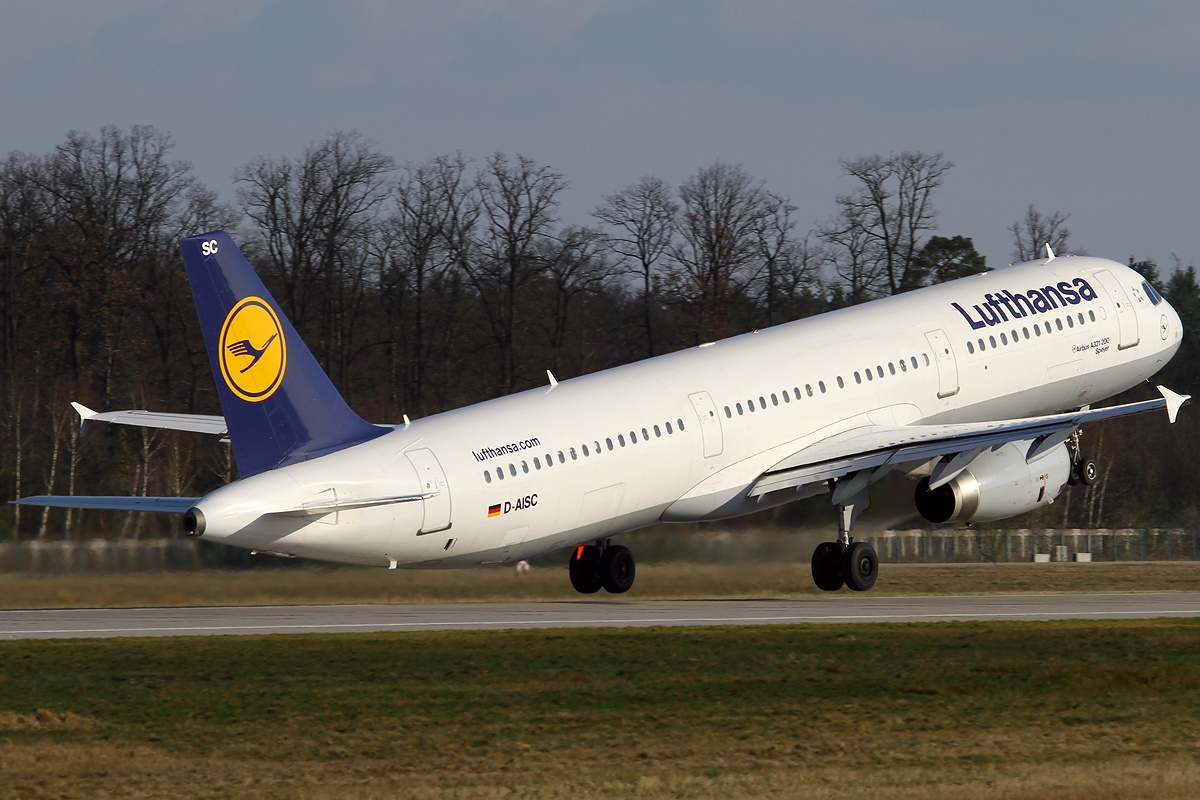
A) konventionelles Leitwerk eines Airbus A321
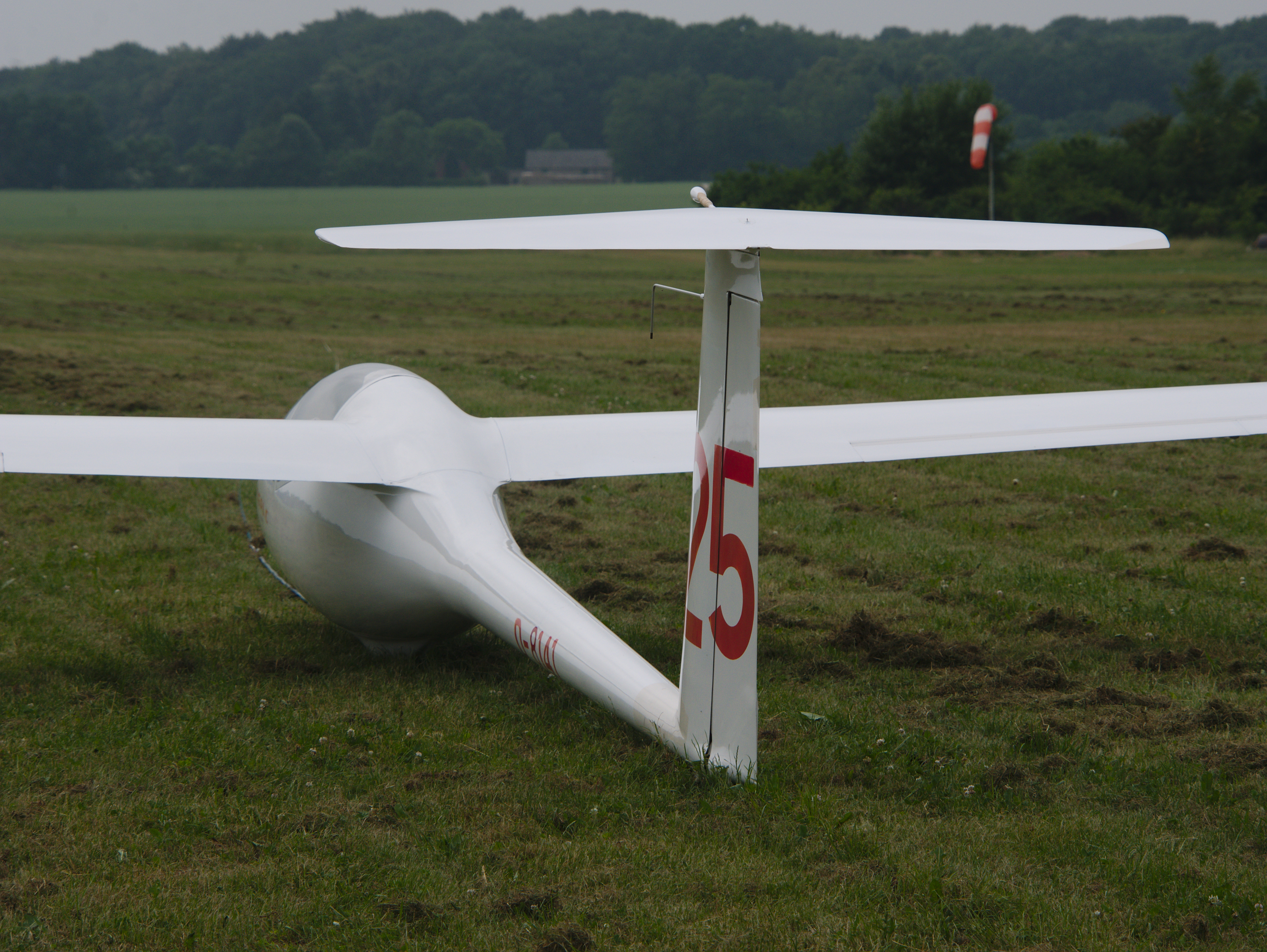
B) T-Leitwerk der fs25
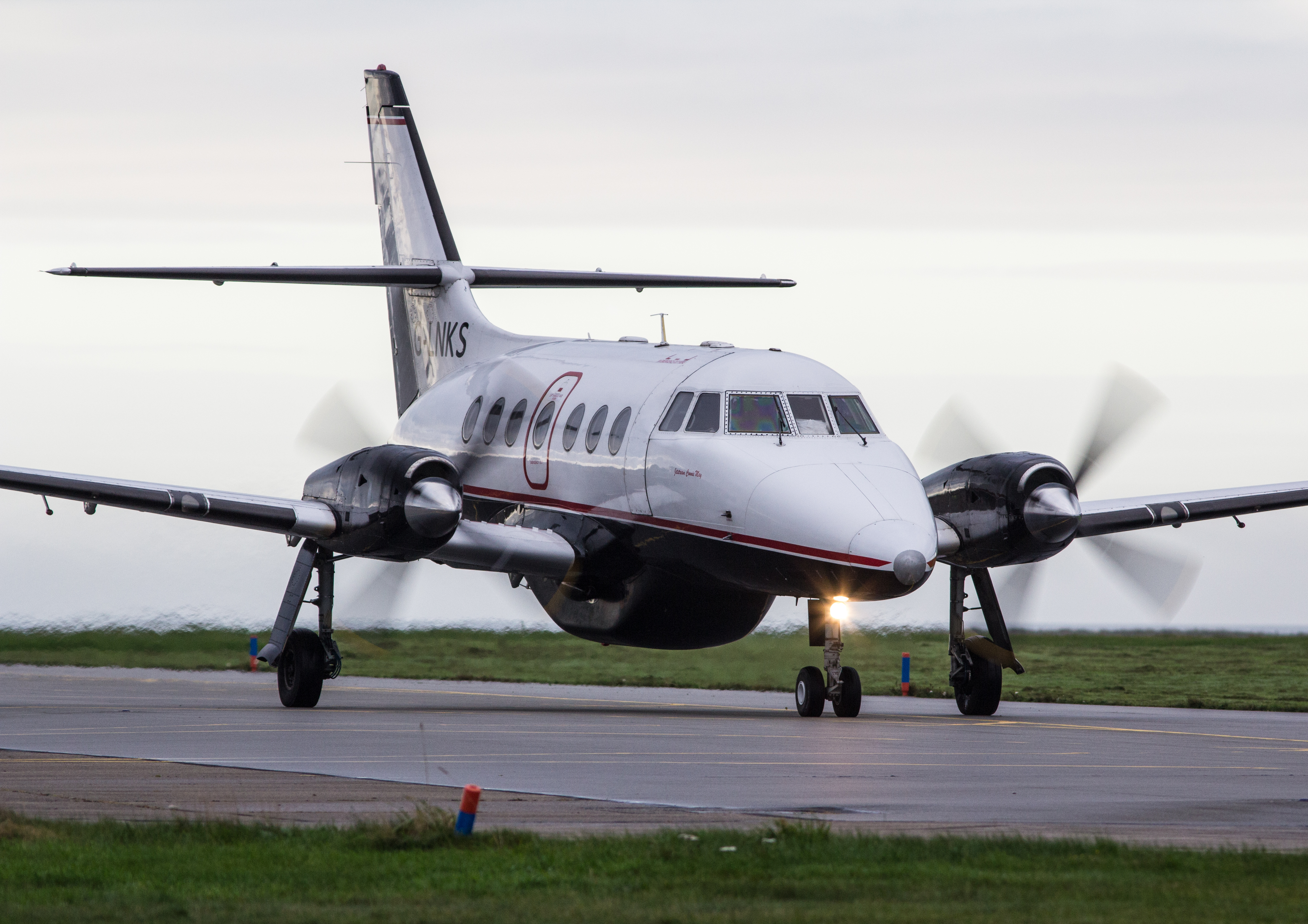
C) BAe Jetstream 31 mit Kreuzleitwerk
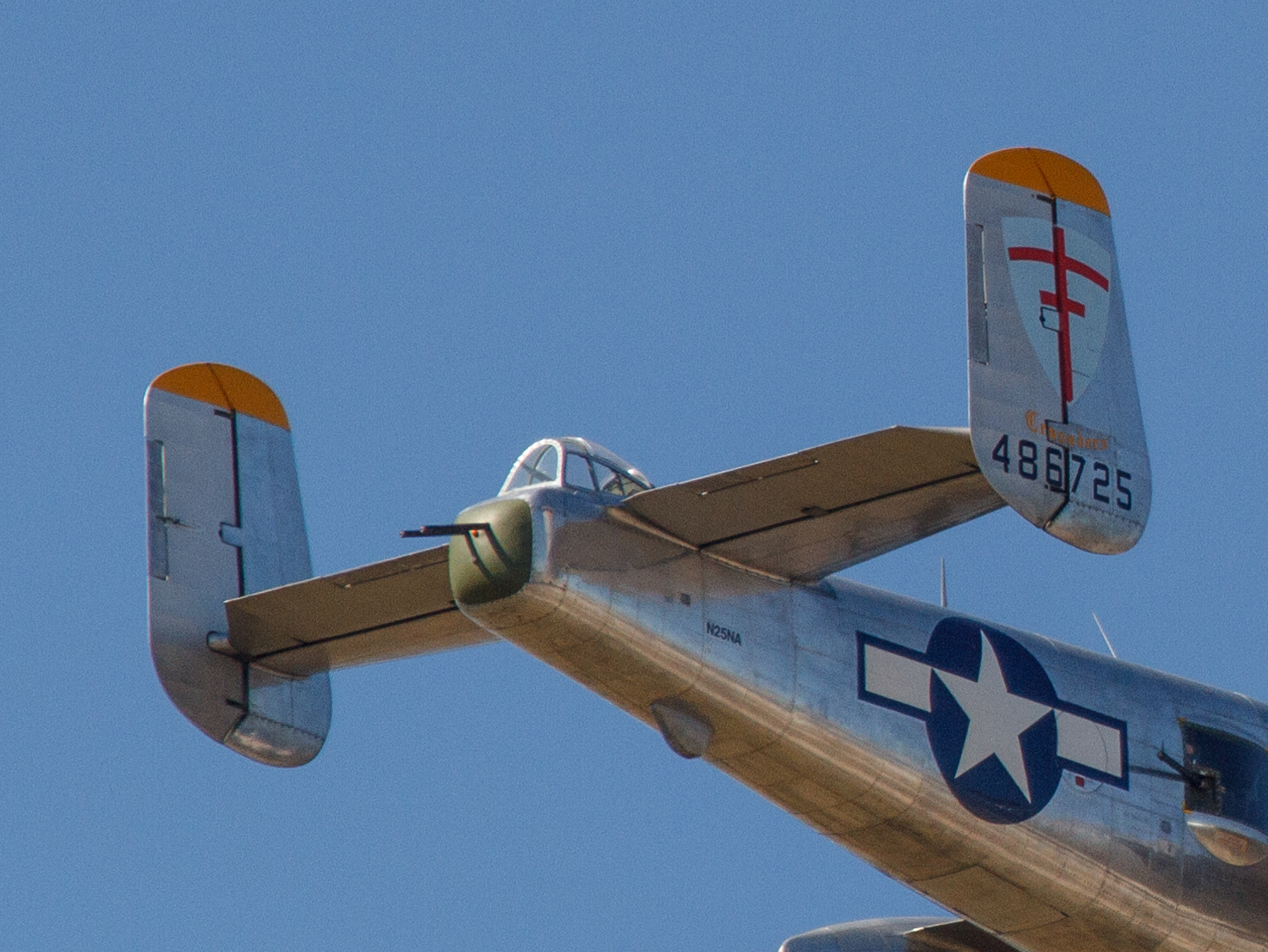
D) North American B-25 Mitchell mit Doppelleitwerk
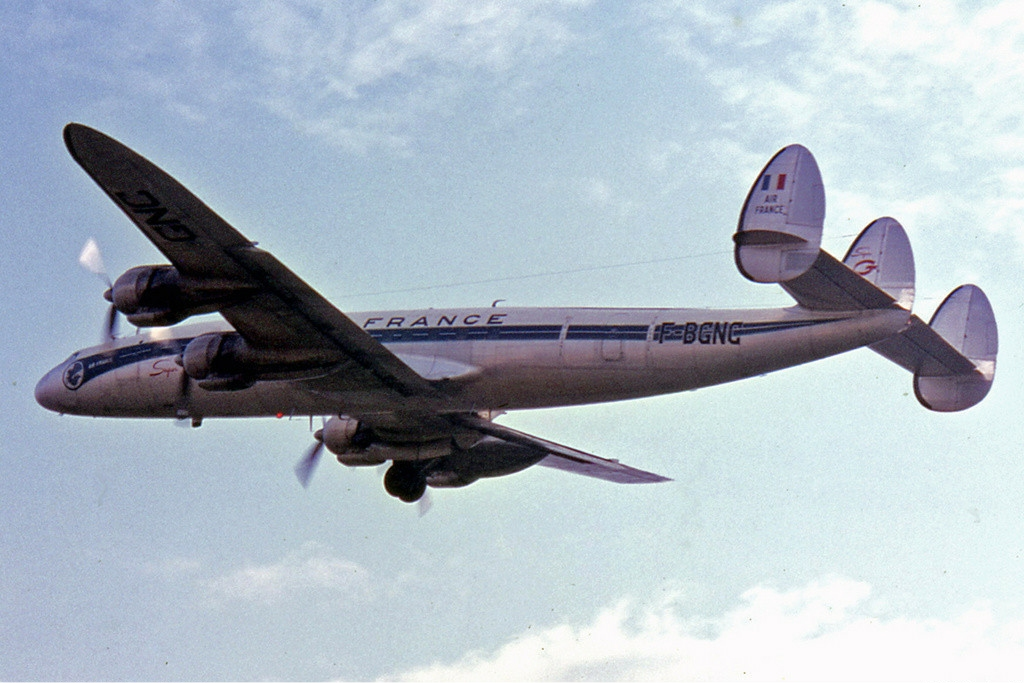
E) Lockheed L-1049G Super Constellation mit Dreifachleitwerk
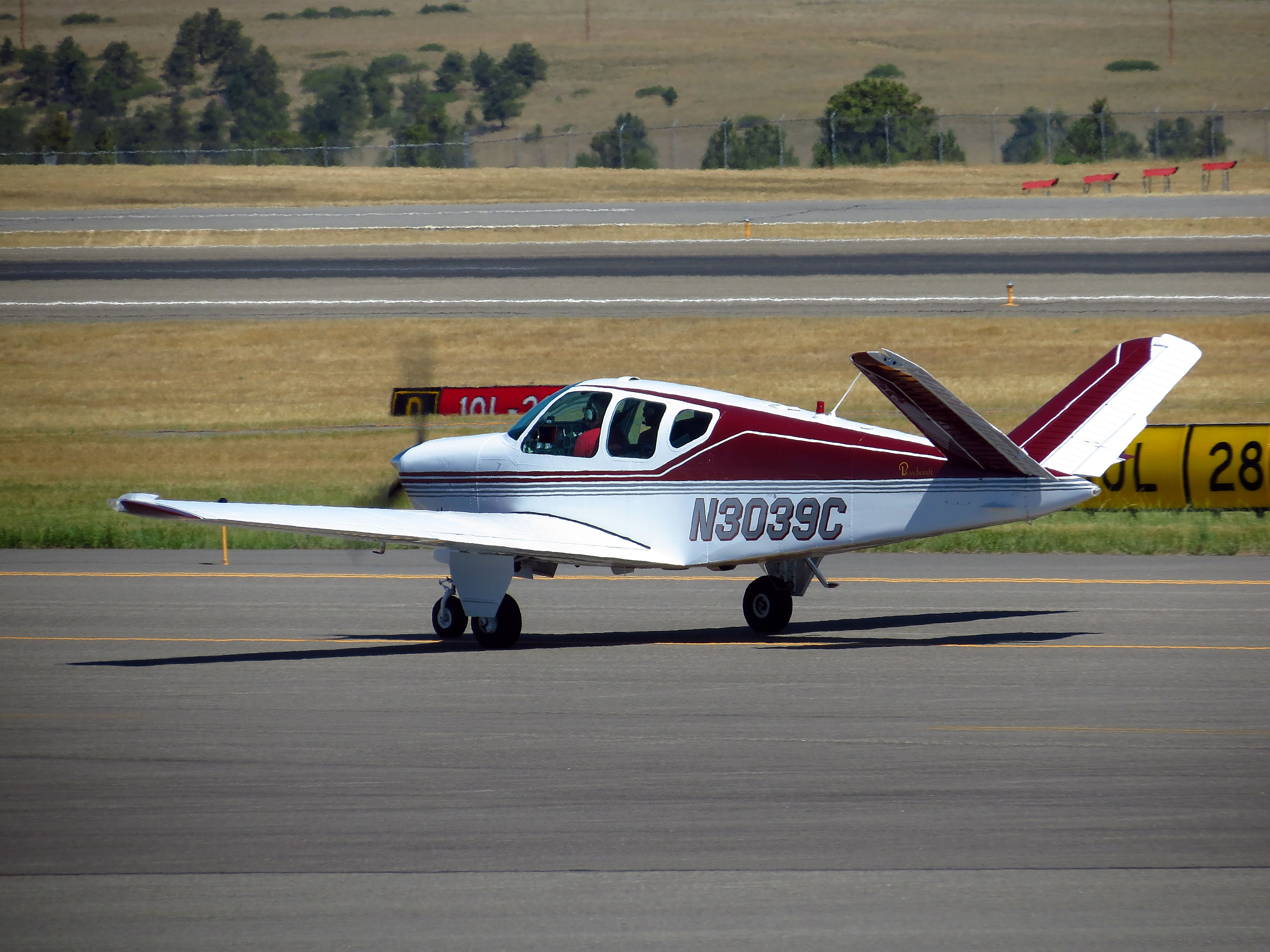
F) Beechcraft Bonanza 35 mit V-Leitwerk
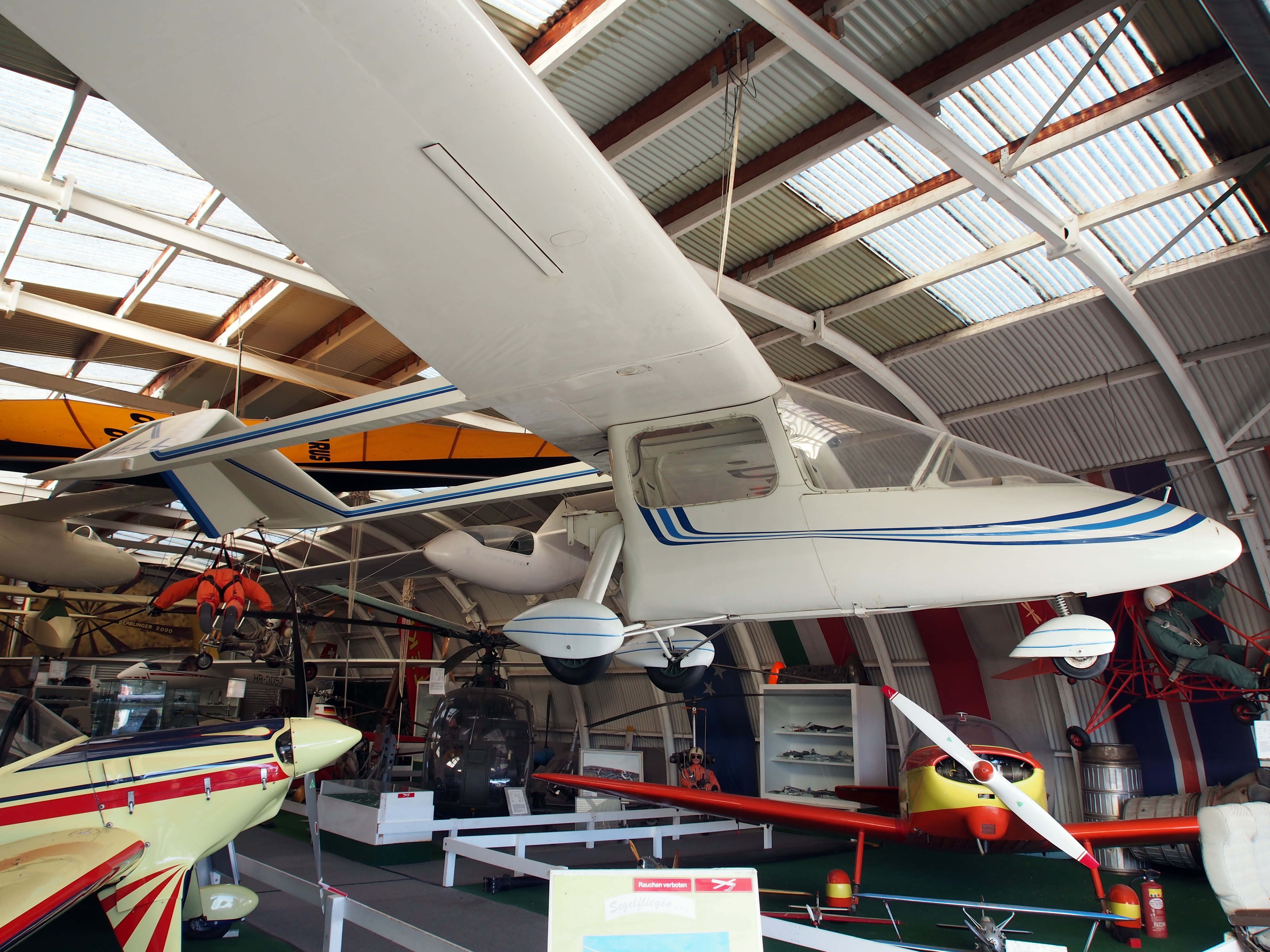
Dachleitwerk an einer Lo-120

## Luftschiffe
In Luftschiffen sind Leitwerke am Heck in unterschiedlichen Ausführungen zu finden, etwa in einem breiten ‚X‘, wie das bei den ersten Zeppelinen der Fall war. Später war das Heckkreuz am weitesten verbreitet, welches sich aus je zwei Seiten- und Höhenrudern zusammensetzte. Das untere Seitenruder wird als hierbei Kielflosse bezeichnet und diente häufig, bedingt durch seine Position an einem der tiefsten Punkte des Schiffes, als zweiter Steuerstand mit Ein- und Ausstieg sowie einem Landerad.

## Turbinen

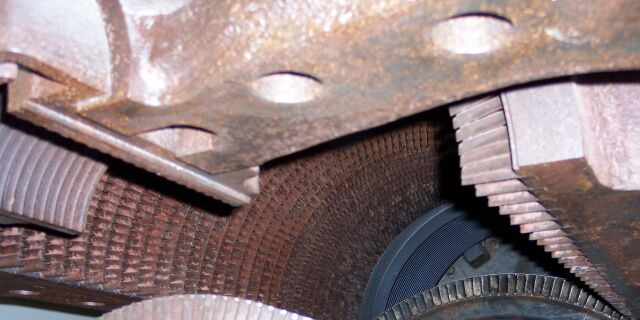
Leitwerk einer Dampfturbine

Bei Turbinen und Verdichtern wird als Leitwerk (auch Leitrad, Leitapparat oder Leitgitter genannt) ein eingesetztes, feststehendes radiales Gitter aus Schaufeln bezeichnet. Dieses erhöht entweder den Drall eines strömenden Mediums (Turbine) oder verringert diesen (Verdichter).

## Gewässer
Der Begriff Leitwerk bezeichnet in Flüssen Längsbauten, insbesondere Leitdämme, die auch bei Niedrigwasser für die nötige Wassertiefe sorgen, indem sie das Flussbett begrenzen. (Siehe auch: Flussbau)